# タイムクルセイド ドルフと聖地騎士団
『タイムクルセイド ドルフと聖地騎士団』（オランダ語：Kruistocht in spijkerbroek, 英語：Crusade in Jeans）は、2006年に制作された、オランダ・ベルギー・ルクセンブルク・ドイツ合作のSFファンタジー映画である。
ヨーロッパで各賞を受賞したテア・ベックマンの著書『ジーンズの少年十字軍』を映画化したものであり、オランダで高い興行成績を収めた。日本では劇場未公開。

## あらすじ
ロッテルダムに住むドルフ・ヴェガは、オランダのU-17サッカーチーム所属している。ある試合で、自分のミスでゴールを決められずチームが負けてしまう。チームメイトにも責められ悔やむドルフは、科学者である彼の母親が開発しているタイムマシンを使って過去に行こうと決心する。
しかし、時間の入力を間違え、飛ばされたのは13世紀のドイツだった。到着した森で盗賊に襲われたドルフは、ジェーンという女性に助けられる。フランスからエルサレムへ向かう8000人の少年十字軍に同行することになったドルフは、現代の知識を使い奮闘する。

## キャスト
- ジョニー・フリン - ドルフ・ヴェガ
- ステファニー・レオニダス - ジェーン
- エミリー・ワトソン - メアリー・ヴェガ